# Leucophoebe
Leucophoebe is een kevergeslacht uit de familie van de boktorren (Cerambycidae). De wetenschappelijke naam van het geslacht werd voor het eerst geldig gepubliceerd in 1976 door Lane.

## Soorten
Leucophoebe omvat de volgende soorten:
- Leucophoebe albaria (Bates, 1872)
- Leucophoebe kempfi Lane, 1976
- Leucophoebe pictilis (Lane, 1972)